# Aubigny-lès-Sombernon
Aubigny-lès-Sombernon é uma comuna francesa na região administrativa da Borgonha-Franco-Condado, no departamento de Côte-d'Or. Estende-se por uma área de 7,87 km². Em 2010 a comuna tinha 156 habitantes (densidade: 19,8 hab./km²).